# Varenicline
Varenicline (tên thương mại Chantix và Champix) là một loại thuốc theo toa dùng để điều trị nghiện nicotine. Nó làm giảm cả sự thèm muốn và làm giảm tác dụng thú vị của thuốc lá và các sản phẩm thuốc lá khác.
Nó là một chất chủ vận một phần có ái lực cao đối với phân nhóm thụ thể acetylcholine α4β2 nicotinic (nACh) dẫn đến việc giải phóng dopamine trong nhân accumbens khi được kích hoạt, và do đó, có khả năng làm giảm cảm giác thèm thuốc và cai thuốc lá.. Trong khía cạnh này nó cũng tương tự như cytisine và khác biệt so với chất đối vận nicotinic bupropion và liệu pháp thay thế nicotine (NRTs) như các bản vá lỗi nicotine và kẹo cao su nicotine. Người ta ước tính rằng varenicline giúp thành công trong số 11 người hút thuốc vẫn còn kiêng thuốc lá sau sáu tháng.

## Sử dụng trong y tế
Varenicline được sử dụng để giúp mọi người ngừng hút thuốc lá (cai thuốc lá). Một phân tích tổng hợp cho thấy ít hơn 20% số người được điều trị bằng varenicline vẫn kiêng hút thuốc trong một năm. Trong một varenicline phân tích tổng hợp năm 2009 đã được tìm thấy có hiệu quả hơn bupropion (tỷ lệ chênh lệch 1,40) và các liệu pháp thay thế nicotine (NRT) (tỷ lệ chênh lệch 1,56).
Một tổng quan về tổng quan và phân tích tổng hợp mạng của Cochrane năm 2013 đã kết luận rằng varenicline là thuốc hiệu quả nhất để cai thuốc lá và những người hút thuốc có khả năng bỏ thuốc varenicline gần gấp ba lần so với điều trị bằng giả dược. Varenicline hiệu quả hơn bupropion hoặc NRT và hiệu quả như NRT kết hợp trong cai thuốc lá.
Cơ quan Quản lý Thực phẩm và Dược phẩm Hoa Kỳ (FDA Hoa Kỳ) đã phê duyệt việc sử dụng varenicline trong tối đa mười hai tuần. Nếu việc cai thuốc lá đã đạt được, có thể tiếp tục trong mười hai tuần nữa.
Varenicline chưa được thử nghiệm ở những người dưới 18 tuổi hoặc phụ nữ mang thai và do đó không được các nhóm này sử dụng. Varenicline được coi là một loại thuốc mang thai loại C, vì các nghiên cứu trên động vật cho thấy không có nguy cơ dị tật bẩm sinh tăng lên; tuy nhiên, không có dữ liệu từ các nghiên cứu của con người có sẵn. Một nghiên cứu quan sát hiện đang được tiến hành đánh giá các dị tật liên quan đến phơi nhiễm varenicline, nhưng chưa có kết quả. Một loại thuốc thay thế được ưa thích để cai thuốc lá trong thời kỳ cho con bú do thiếu thông tin và dựa trên các nghiên cứu trên động vật về nicotine.

## Tác dụng phụ
Buồn nôn nhẹ là tác dụng phụ phổ biến nhất và được thấy ở khoảng 30% số người dùng varenicline mặc dù điều này hiếm khi (<3%) dẫn đến ngừng thuốc. Các tác dụng phụ ít phổ biến khác bao gồm đau đầu, khó ngủ và ác mộng. Tác dụng phụ hiếm gặp được báo cáo bởi những người dùng varenicline so với giả dược bao gồm thay đổi khẩu vị, nôn mửa, đau bụng, đầy hơi và táo bón. Người ta ước tính rằng cứ năm đối tượng sử dụng varenicline với liều duy trì, sẽ có một trường hợp buồn nôn, và cứ 24 và 35 đối tượng được điều trị, sẽ có một sự kiện táo bón và đầy hơi tương ứng. Tác dụng phụ đường tiêu hóa dẫn đến ngừng thuốc ở 2% đến 8% số người sử dụng varenicline. Tỷ lệ buồn nôn phụ thuộc vào liều: tỷ lệ buồn nôn cao hơn ở những người dùng liều lớn hơn (30%) so với giả dược (10%) so với những người dùng liều nhỏ hơn (16%) so với giả dược (11%).

### Trầm cảm và tự tử
Năm 2007, FDA Hoa Kỳ tuyên bố đã nhận được báo cáo sau tiếp thị về ý nghĩ tự tử và hành vi tự tử thường xuyên, hành vi thất thường và buồn ngủ giữa những người sử dụng varenicline để cai thuốc lá. Vào năm 2009, FDA Hoa Kỳ yêu cầu varenicline thực hiện cảnh báo đóng hộp rằng nên dừng thuốc nếu có bất kỳ triệu chứng nào trong số này.
Một đánh giá có hệ thống năm 2014 không tìm thấy bằng chứng về nguy cơ tự tử gia tăng. Các phân tích khác đã đi đến kết luận tương tự và không tìm thấy tăng nguy cơ tác dụng phụ về tâm thần kinh với varenicline. Không có bằng chứng cho thấy tăng nguy cơ biến cố tim mạch, trầm cảm hoặc tự làm hại bằng liệu pháp thay thế varenicline so với nicotine đã được tìm thấy trong một nghiên cứu giám sát sau tiếp thị.
Năm 2016, FDA đã gỡ bỏ cảnh báo hộp đen. Mọi người vẫn được khuyên nên ngừng thuốc nếu họ "nhận thấy bất kỳ tác dụng phụ nào về tâm trạng, hành vi hoặc suy nghĩ".

### Bệnh tim mạch
Vào tháng 6 năm 2011, FDA Hoa Kỳ đã ban hành một thông báo an toàn rằng varenicline có thể liên quan đến "một nguy cơ nhỏ, tăng các tác dụng phụ về tim mạch ở những người mắc bệnh tim mạch".
Một đánh giá trước năm 2011 đã tìm thấy tăng nguy cơ biến cố tim mạch so với giả dược. Bình luận của chuyên gia trong cùng một tạp chí đã làm dấy lên nghi ngờ về phương pháp của tổng quan, những lo ngại đã được Cơ quan Dược phẩm Châu Âu lặp lại và các đánh giá tiếp theo. Mối quan tâm cụ thể là "số lượng sự kiện được nhìn thấy thấp, các loại sự kiện được tính, tỷ lệ bỏ học cao hơn ở những người nhận giả dược, thiếu thông tin về thời gian của các sự kiện và loại trừ các nghiên cứu mà không ai có một sự kiện."
Ngược lại, nhiều đánh giá hệ thống và phân tích tổng hợp gần đây đã không tìm thấy sự gia tăng các biến cố tim mạch bất lợi nghiêm trọng hoặc tổng thể (bao gồm cả những người có nguy cơ mắc bệnh tim mạch) liên quan đến việc sử dụng varenicline.

### Rượu
Người ta khuyên nên giảm lượng rượu họ uống.

## Cơ chế hoạt động
Varenicline hiển thị agonism đầy đủ trên  các thụ thể acetylcholine nicotinic α7  và là một chất chủ vận từng phần trên các phân nhóm α 4β2, α 3β4 và α 6β2. Ngoài ra, nó là một chất chủ vận yếu trên các thụ thể chứa α 3β2.
Chủ nghĩa đồng vận một phần của Varenicline trên các thụ thể α4β2 thay vì chủ nghĩa chủ vận đầy đủ của nicotine tạo ra ít tác dụng giải phóng dopamine hơn so với nicotine. Liên kết cạnh tranh α4β2 này làm giảm khả năng liên kết và kích thích hệ thống dopamine mesolimbic - tương tự như phương pháp tác dụng của buprenorphin trong điều trị nghiện opioid.

## Dược động học
Hầu hết các hợp chất hoạt động được đào thải qua thận (92 Chế93%). Một tỷ lệ nhỏ là glucuronidated, oxy hóa, N -formylated hoặc liên hợp thành hexose. Nửa đời thải trừ là khoảng 24 giờ.

## Lịch sử
Việc sử dụng cây Cytisus như một chất thay thế hút thuốc trong Thế chiến II  đã dẫn đến việc sử dụng như một chất hỗ trợ cai nghiện ở Đông Âu và chiết xuất cytisine. Các chất tương tự cytisine đã dẫn đến varenicline tại Pfizer.
Varenicline đã nhận được "đánh giá ưu tiên" của FDA Hoa Kỳ vào tháng 2 năm 2006, rút ngắn thời gian xem xét 10 tháng thông thường xuống còn 6 tháng vì hiệu quả đã được chứng minh trong các thử nghiệm lâm sàng và nhận thấy thiếu các vấn đề an toàn. Sự chấp thuận của cơ quan về thuốc được đưa ra vào ngày 11 tháng 5 năm 2006. Vào ngày 1 tháng 8 năm 2006, varenicline đã được bán tại Hoa Kỳ vào ngày 29 tháng 9 năm 2006, đã được chấp thuận để bán tại Liên minh Châu Âu.